# 久視
久視（700年五月—701年正月）是武則天的第十一個年号，共计9个月。

## 建年號
- 聖曆三年五月初五癸丑（700年5月27日），改元久视。[2][3][4]
- 久视二年正月初三丁丑（701年2月15日），改元大足。[5][6][7]

## 大事记
- 聖曆三年五月初一己酉（700年5月23日），出現日食[8]。
- 久視元年十月甲寅（700年11月24日），废止从载初元年开始的子正，重新恢复寅正[9]。

## 纪年
| 久視 | 元年  | 二年  |
| ---- | ----- | ----- |
| 公元 | 700年 | 701年 |
| 干支 | 庚子  | 辛丑  |

## 參看
- 中國年號索引

## 文內注釋
1. ↑  李崇智，《中國歷代年號考》，第101頁。
2. ↑  劉昫.  . 维基文库.「〔聖曆三年〕五月癸丑，上以所疾康復，大赦天下，改元為久視，停金輪等尊號，大酺五日。」
3. ↑  歐陽脩.  . 维基文库.「〔久視元年〕五月己酉朔，日有蝕之。癸丑，大赦，改元，罷『天冊金輪大聖』號，賜酺五日，給復告成縣一年。」
4. ↑  司馬光.  . 维基文库.「〔久視元年五月〕太后使洪州僧胡超合長生藥，三年而成，所費巨萬。太后服之，疾小瘳。癸丑，赦天下，改元久視；去天册金輪大聖之號。」
5. ↑  劉昫.  . 维基文库.「大足元年春正月，制改元。」
6. ↑  歐陽脩.  . 维基文库.「長安元年正月丁丑，改元大足。」
7. ↑  司馬光.  . 维基文库.「長安元年春，正月，丁丑，以成州言佛跡見，改元大足。」
8. ↑  s:資治通鑑/卷206 五月，己酉朔，日有食之。
9. ↑  s:資治通鑑/卷207 甲寅，制復以正月為十一月，一月為正月，赦天下。

## 深入閱讀
- 李崇智. . 北京: 中華書局. 2004年12月. ISBN 7101025129.
- 鄧洪波.  (pdf). 臺北: 國立臺灣大學東亞經典與文化研究計劃. 2005年3月  [2022-01-03]. ISBN 9789860005189. （原始内容存档于2007-08-25）.

| 前一年號： 聖曆 | 武周年号 700年－701年 | 下一年號： 大足 |